# Cyril Collard
Cyril Collard (19. prosince 1957 Paříž – 5. března 1993 Paříž) byl francouzský režisér, herec a hudebník.

## Život
Narodil se do rodiny liberálních rodičů. Navštěvoval katolickou školu a později studoval na univerzitě hudbu. Studia nedokončil, protože se rozhodl věnovat filmu. Roku 1980 pracoval jako asistent režie filmu Loulou režiséra Maurice Pialata.
Je známý svým ztvárněním témat bisexuality a HIV zejména ve své autobiografické knize a ve filmu Noci šelem, v němž si sám zahrál ústřední postavu. Byl jedním z prvních francouzských umělců, kteří otevřeně mluvili o svém HIV pozitivním stavu.

## Dílo

### Knihy
- 1987: Condamné
- 1989: Noci šelem
- 1993: L'Ange Sauvage
- 1994: L'animal

### Režijní filmografie
- 1982: Grand huit (krátký film)
- 1986: Alger la blanche (krátký film)
- 1990: Taggers (díl TV seriálu Le Lyonnais)
- 1992: Noci šelem